# Lipotriches notabilis
Lipotriches notabilis är en biart som först beskrevs av August Schletterer 1891.  Lipotriches notabilis ingår i släktet Lipotriches och familjen vägbin. Inga underarter finns listade i Catalogue of Life.